# Kamienica przy ul. Przejście Garncarskie 12 we Wrocławiu
Kamienica przy ul. Garncarskiej 12 – zabytkowa kamienica na wrocławskim Rynku, w wewnętrznej części tretu w Przejściu Garncarskim.

## Historia kamienicy
W miejscu, gdzie dziś wznoszą się kamienice przy Przejściu Garncarskim, od XV wieku znajdowały się Kramy Płócienników sprzedających tu swoje wyroby z surowego białego wzorzystego płótna lnianego. Najwcześniejsza wzmianka o uliczce płócienników pochodzi z 1423 roku, choć wzmianka o samych kramach zwanych podcieniami płócienników pochodzi z 1299 lub z 1346 roku. Nazwa ta wiąże się z drewnianymi kramami w formie bud, nakrytych pulpitowym dachem wysuniętym w stronę przejścia. Kramy stały po obu stronach przejścia i sięgały od południa do Kramów Bogatych, a od północy do Smartuza. W XV wieku Kramy Bogate zostały powiększone o tylne trakty, które w okresie renesansowym przekształciły się w dwutraktowe, jednopiętrowe szczytowe kamienice o dekorowanych fasadach i frontach. Z tego okresu i w tej formie zachowały się obecne kamienice nr od 6 do 12.
Kamienica nr 12 jest budynkiem trzykondygnacyjnym z jednokondygnacyjnym poddaszem i z dachem okapowym. Od strony północnej znajduje się trzyosiowy szczyt z małym dodatkowym okienkiem u góry. Elewacja pochodzi z drugiej połowy XVII wieku. Fasada południowa datowana jest na czwartą ćwierć XVI wieku, a jej okna na drugiej kondygnacji posiadają opaski kamienne w kwadraty i prostokąty. We wnętrzu budynku zachowały się wachlarzowe schody.
Podczas działań wojennych w 1945 roku kamienica nie uległa dużym zniszczeniu, a nad jej odbudową w 1960 roku czuwała architekt Halina Dziurowa.